# Єлизаветівка (заказник)
Єлизаве́тівка — ботанічний заказник місцевого значення в Україні. Розташований на території Снігурівського району Миколаївської області, у межах Нововасилівської сільської ради.
Площа — 27 га. Статус надано згідно з рішенням Миколаївської обласної ради від № 24 від 02.02.1995 року задля охорони флористичних комплексів неогенових кристалічних відслонень.
Заказник розташований на схилі лівого берега річки Інгулець, на південний схід від села Єлизаветівка.
На території заповідного об'єкта зростають такі рідкісні види рослин: петрофітно-степові угруповання за участю ковил Лессінга, волосистої, української, шорсткої та Граффа, сону чорніючого, півників понтичних, шоломниці весняної, тюльпана Шренка, рястки Буше, рябчика руського.